# قایق توپ‌دار کلاس اینسکت
قایق توپ‌دار کلاس اینسکت (به انگلیسی: Insect-class gunboat) یک کلاس از قایق‌های توپ‌دار است که طول آن ۲۳۷ فوت ۶ اینچ (۷۲٫۳۹ متر) می‌باشد.